# Ioan al VI-lea, Conte de Nassau-Dillenburg

Ioan al VI-lea

Contele Ioan al VI-lea de Nassau-Dillenburg (22 noiembrie 1536 – 8 octombrie 1606) a fost un conte de Nassau în Dillenburg. Printre alte nume pe care le-a purtat au fost Jan al VI-lea sau Jan de Oude („Ioan cel Bătrân”, pentru a-l distinge de al doilea fiu al său, „Ioan cel Mijlociu”, și de nepotul său, „Ioan cel Tânăr”).
Ioan al VI-lea s-a născut în Dillenburg, fiind cel de-al doilea fiu al contelui William I de Nassau-Dillenburg și al celei de-a doua soții, Juliane de Stolberg-Wernigerode, și fratele lui Wilhelm I de Orania. El a fost autorul principal al Uniunii de la Utrecht.

## Familie și copii
Ioan al VI-lea a fost căsătorit de trei ori și a avut în total 24 de copii:
Mai întâi, el s-a căsătorit pe 16 iunie 1559 cu Elisabeth de Leuchtenberg (cca. martie 1537 – 6 iulie 1579), care a născut 13 copii:
1. Contele Wilhelm Ludovic (13 martie 1560 – 31 mai 1620)
2. Contele Ioan al VII-lea (7 iunie 1561 – 27 septembrie 1623)
3. Contele George (1 septembrie 1562 – 9 august 1623)
4. Elisabeta (24 ianuarie 1564 – 5 mai 1611), s-a căsătorit:
  1. pe 3 octombrie 1583 cu contele Filip al IV-lea, Conte de Nassau-Weilburg
  2. pe 7 mai 1603 cu contele Wolfgang Ernst I de Isenburg-Büdingen
5. Juliana (6 octombrie 1565 – 4 octombrie 1630), s-a căsătorit:
  1. pe 24 aprilie 1588 cu contele Adolf Henry de Dhaun
  2. pe 8 februarie 1619 cu contele Ioan Albrecht I de Solms-Braunfels
6. Filip (1 decembrie 1566 – 3 septembrie 1595)
7. Maria (12 noiembrie 1568 – 10 mai 1625), s-a căsătorit pe 2 decembrie 1588 cu contele Ioan Ludovic I de Nassau-Wiesbaden-Idstein
8. Anna Sibylla (29 septembrie 1569 – 19 decembrie 1576)
9. Mathilde (27 decembrie 1570 – 10 mai 1625), s-a căsătorit pe 24 iunie 1592 cu contele Wilhelm al V-lea de Mansfeld-Arnstein
10. Albert (născut și mort în 1572)
11. Contele Ernest Cazimir de Nassau-Dietz (22 decembrie 1573 – 2 iunie 1632)
12. Louis Gunther (15 februarie 1575 – 12 septembrie 1604)
13. Fiu născut mort (6 iulie 1579)

S-a căsătorit pentru a doua oară pe 13 septembrie 1580 cu Kunigunde Jakobäa de Simmern (9 octombrie 1556 – 26 ianuarie 1586), fiica lui Frederic al III-lea, Elector Palatin, care a născut 4 copii:
1. Fiu născut mort (19 iulie 1581)
2. Maria Amalia (27 iulie 1582 – 31 octombrie 1635), s-a căsătorit pe 23 august 1600 cu contele Wilhelm I de Solms-Braunsfeld-Greiffenstein
3. Kunigunde (12 iulie 1583 – 4 aprilie 1584)
4. Fiu născut mort (23 februarie 1585)

S-a căsătorit pentru a treia oară pe 14 iunie 1586 cu Johannetta de Sayn-Wittgenstein (15 februarie 1561 – 13 aprilie 1622), care a născut 7 copii:
1. George Louis (12 aprilie 1588 – 16 aprilie 1588)
2. Prințul Ioan Ludovic de Nassau-Hadamar (6 august 1590 – 10 martie 1653)
3. Johannette Elisabeth (13 februarie 1593 – 13 septembrie 1654), s-a căsătorit pe 16 decembrie 1616 cu contele Conrad Gumprecht de Bentheim-Limburg, fiul lui Arnold III-lea, Conte de Bentheim-Steinfurt-Tecklenburg-Limburg
4. Anna (24 noiembrie 1594 – 11 februarie 1660), s-a căsătorit pe 19 iunie 1619 cu contele Philipp Ernst de Isenburg-Birstein
5. Magdalena (13 august 1595 – 31 iulie 1633), s-a căsătorit pe 29 mai 1624 cu contele Georg Albrecht I de Erbach
6. Anna Amalie (19 iulie 1599 – 4 mai 1667), s-a căsătorit pe 25 noiembrie 1648 cu contele Otto Wilhelm de Isenburg-Birstein
7. Iuliana (9 iunie 1602 – 26 august 1602).

A murit în orașul său natal, Dillenburg, în vârstă de 69 de ani.